# Cratere Amenardes
Amenardes  è un cratere sulla superficie di Venere. Deve il suo nome ad Amenardis I: principessa egiziana (718-655 e.a.).